# Morhange
Morhange – miejscowość i gmina we Francji, w regionie Grand Est, w departamencie Mozela.
Według danych na rok 1990 gminę zamieszkiwało 4460 osób, a gęstość zaludnienia wynosiła 290 osób/km² (wśród 2335 gmin Lotaryngii Morhange plasuje się na 97. miejscu pod względem liczby ludności, natomiast pod względem powierzchni na miejscu 327.).